# Fritz-Felsenstein-Haus
Das Fritz-Felsenstein-Haus (FFH) ist eine private, frei gemeinnützige Organisation, die sich als Kompetenzzentrum für Menschen mit Körper- oder Mehrfachbehinderung und ihre Angehörigen versteht.
Es sorgt mit seinen Angeboten, dass Menschen mit Körper- oder Mehrfachbehinderung ihr individuell angemessenes Gleichgewicht aus Fürsorge, Teilhabe und eigennützigem vollem Leben planen und verwirklichen können.
Das Fritz-Felsenstein-Haus hat seinen Sitz in Königsbrunn und wird im Vereinsregister des Amtsgerichts Augsburg geführt.

## Geschichte
Nach dem Zweiten Weltkrieg gab es kaum körperbehinderte Kinder – während des Nazi-Regimes wurden Behinderte zu Versuchen missbraucht, umgebracht oder einfach versteckt.
Erst in den Fünfzigern erkannte man die Notwendigkeit von Einrichtungen für Körperbehinderte. In München entstand im Jahr 1950 aufgrund einer Bürgerinitiative für Poliogelähmte die heutige "Pfennigparade". Für Augsburg und den Regierungsbezirk Schwaben war Fritz Felsenstein als Landesarzt für Körperbehinderte zuständig. Zu Beginn der Sechziger übernahm diese Aufgabe Horst Matthäus. Aber nicht nur das, er übernahm auch die Idee, eine Schule und ein Internat zu gründen. Die Hauptkritik der beiden Ärzte: in ganz Schwaben gab es keine Schulen für körperbehinderte Kinder. Erst als 1961 der Contergan-Skandal öffentlich wurde und auch in der Region Augsburg Contergan geschädigte Kinder zur Welt kamen, wurde der Druck auf die Regierung größer. Es war aber auch der Beginn des Mauerbaus in Berlin, der Deutschland innen- und außenpolitisch forderte. Man hatte andere Sorgen, als sich um solche „Kleinigkeiten“ zu kümmern.

### Gründung der ersten Einrichtungen in Göggingen
Dennoch: Ein Vorschulkindergarten für körperbehinderte und contergangeschädigte Kinder e.V. sowie eine Schwimmschule e.V. wurden im Jahr 1966 von Matthäus ins Leben gerufen. Er selbst bot Schwimmunterricht im Stadtbad an, damit waren erste wichtige Initiativen gegründet. Im September 1967 war es soweit: die Sonderschule für körperbehinderte Kinder begann mit ihrer Arbeit. Damals hieß der von Matthäus ins Leben gerufene Träger noch „Verein Privatschule für körperbehinderte Kinder e.V.“. Am 1. Februar 1968 startete dann die Fritz-Felsenstein-Schule mit 13 Schülern und acht Vorschulkindern in der Ulmer Straße in Augsburg. Die offizielle Eröffnung erfolgte am 8. Mai durch den damaligen Regierungspräsidenten Frank Sieder. 1970 zählte man bereits 64 Schüler. Deshalb wurde der Umzug der Schule in ein größeres Gebäude mit ebenerdigen Räumen auf dem Gelände der Hessing-Stiftung in Göggingen begrüßt. Das Internat, das damals nur Kinder besuchten, die weiter entfernt wohnten, blieb zunächst in der Ulmer Straße.
Im Jahr 1972 gingen 100 Schüler in die Fritz-Felsenstein-Schule, der mittlerweile außer dem Internat auch eine Tagesstätte angegliedert war. Eine Erweiterung des Gebäudes in Göggingen sorgte für leichte Entspannung in der stark wachsenden Einrichtung.

### Umzug nach Königsbrunn
Als 1974 auf dem heutigen Gelände in Königsbrunn mit dem Neubau begonnen wurde, war die Schülerzahl bereits auf 150 angewachsen. Der Umzug erfolgte im Herbst 1977. Bis zur Einweihung am 30. Juni 1978 durch den damaligen Staatsminister für Unterricht und Kultus Hans Maier war die Zahl der Schüler bereits auf 200 angewachsen. Die Einrichtung war für 180 Kinder gebaut worden; so war das Gebäude bereits beim Einzug zu klein. Die Augsburger Architekten Hubert Schulz und Erwin Huttner wurden 1979 für diese Schulanlage mit dem BDA-Preis Bayern ausgezeichnet.
Wegen des wachsenden Bedarfs wurde 1978 die Einrichtung spezieller Klassen für schwerstmehrfach behinderte Kinder erforderlich, für die Pflege im Unterricht eine wesentliche Rolle spielt.
Im Jahr 1979 rief man die Abteilung Fachdienst ins Leben. Mit der Einstellung von Sozialpädagogen und einem Psychologen reagierten die Verantwortlichen auf den wachsenden Bedarf der Eltern nach intensiver Beratung.
Für mehrfach behinderte Schulabgänger wurde 1981 die Werkstufe (heute Berufsschulstufe) eingeführt, die zur Vorbereitung auf die Werkstatt für Behinderte dient und zum Teil die Berufsschule ersetzt.
1983 konnte ein Erweiterungsbau der Tagesstätte in Angriff genommen werden, der 1985 eingeweiht wurde. Die Zeit des rasanten Wachstums war inzwischen vorbei.

### Erweiterung der Angebote
Im Jahr 1985 startete ein Modellversuch für den Einsatz von Computern und elektronischen Hilfsmitteln für körperbehinderte Schüler. Daraus entstand die Beratungsstelle für ELEktronische Hilfen und COmputer für Körperbehinderte (ELECOK), die heute ein fester Bestandteil der Schule ist.
Mit der Eröffnung einer ersten Wohngruppe 1986 für sechs Erwachsene im Erdgeschoss des Internats wurde eine weitere konzeptionelle Erweiterung des Kompetenzzentrums verwirklicht. Ein Jahr später wurde eine zweite Wohngruppe für fünf Erwachsene in der Donauwörther Straße in Königsbrunn gegründet. Eine dritte Wohngruppe erfolgte 1994 in Kooperation mit dem Markt Mering. Somit betreute das Fritz-Felsenstein-Haus 1994 17 Erwachsene und 250 Schüler.
1997 betrat man mit dem Beginn der Offenen Behindertenarbeit (OBA) Neuland. Damit gab es erstmals auch Beratungsangebote für körperbehinderte Menschen aus dem Landkreis Augsburg, die nicht im FFH betreut wurden.
Im Herbst 1998 eröffnete Karin Stoiber, die Frau des damaligen Ministerpräsidenten, auf dem Internatsgelände einen barrierefreien Spielplatz.
Im Jahr 1999 wurde das Angebot um eine Förderstätte für Erwachsene ergänzt, die inzwischen über 20 Menschen besuchen.

### Bauliche Erweiterungen

Erweiterungsbau der Fritz-Felsenstein-Schule

Im Jahr 2000 wurde der Erweiterungsbau der Schule für mittlerweile 30 Schulklassen fertiggestellt. Mit dem Anbau konnte gleichzeitig eine Schulvorbereitende Einrichtung (SVE) wieder eingeführt werden, die es bereits in der Anfangsphase der Einrichtung gegeben hatte.
Um der permanenten Raumnot in der Therapieabteilung abzuhelfen, wurden 2001 mittels Aufstockung neue Räume für die Ergotherapie geschaffen.
Im Jahr 2003 konnte die Renovierung des seit dem Beginn in Königsbrunn bestehenden hauseigenem Schwimmbades abgeschlossen werden – nun mit einer deutlich besseren, behindertengerechten Ausstattung sowie größeren Umkleide- und Pflegeräumen.
Nicht mehr zeitgemäß waren auch die Räume des Internats und dessen Ausstattung nach 25-jähriger Nutzung. 2004 öffnete das neue Internat seine Tore, seitdem stehen 40 Schülern gut ausgestattete Wohn- und Pflegeräume zur Verfügung.
Die Fritz-Felsenstein-Schule beteiligt sich seit dem Schuljahr 2005/06 am europäischen Comenius-Projekt.
Der Raumnot in den beiden Wohngruppen für Erwachsene in Königsbrunn konnte 2006 abgeholfen werden. Der Landkreis Aichach-Friedberg und der Markt Mering stellten nach dem Umbau des ehemaligen Kreiskrankenhauses in Mering 13 Erwachsenen neuen Wohnraum zur Verfügung.
Die frei gewordenen Räume im Fritz-Felsenstein-Haus in Königsbrunn standen somit für eine Sanierung bereit. Im Jahr 2008 konnte so die Förderstätte für Erwachsene neue Räume mit attraktiver Ausstattung beziehen.

### Erweiterung des Beratungsangebotes
Im Februar 2010 wurde eine weitere Abteilung des Fritz-Felsenstein-Hauses unter dem Namen „Beratungsteam“ gegründet. Verschiedene Beratungsangebote der Einrichtung sind nun unter einem Dach zusammengefasst. Vor allem über Privatmittel finanziert, berät die dort angesiedelte Beratungsstelle „Interaktiv“ zu Kommunikation und Unterstützungstechnologie.

### Aktuelle Situation
Inzwischen werden im Fritz-Felsenstein-Haus rund 300 Kinder und Jugendliche gefördert und betreut; für Erwachsene stehen derzeit 18 Plätze in den Wohngruppen sowie 18 Plätze in der Förderstätte zur Verfügung. Über 350 Mitarbeiter aus den unterschiedlichsten Berufsgruppen sorgen für deren Wohl.
In einem intensiven Erarbeitungs- und Beratungsprozess über 1,5 Jahre wurde unter Einbezug aller Mitarbeiter ein Leitbild entwickelt. Die einzelnen Leitsätze sollen die tägliche Arbeit unterstützen sowie die Ausrichtung der weiteren Felsenstein-Entwicklung vorgeben.
In Langweid am Lech wird seit 2023 ein weiteres Förderzentrum für 140 Schüler errichtet, das ab dem Schuljahr 2026/27 bezogen werden soll. Das Richtfest fand im Februar 2025 statt.

## Struktur der Einrichtung
Aufgrund der Organisationsform eingetragener Verein steht an der Spitze der Einrichtung die Mitgliederversammlung mit derzeit rund 200 Mitgliedern. Diese wählen den aus sieben Mitgliedern bestehenden ehrenamtlichen Vorstand. Der Vorstand hat zur Führung der Geschäfte einen Geschäftsführer bestellt. Zwei Stabsstellen (Zentrales Verwaltungsteam und Zentrales Serviceteam) unterstützen diesen bei seiner Aufgabe. Zum Verein gehören derzeit insgesamt acht gemeinnützige Einrichtungen mit jeweiligen Einrichtungsleitungen.

## Die Einrichtungen
In den verschiedenen Abteilungen des Fritz-Felsenstein-Hauses erfahren körper- und mehrfachbehinderte Menschen die individuelle Förderung und Zuwendung, die sie brauchen, um ein erfülltes Leben zu führen. Neben interdisziplinärer Förderung bietet die Einrichtung Beratung und Begleitung zur tragfähigen und nachhaltigen Umsetzung persönlicher Lebensplanungen. Gemeinsames Schaffen mit Spaß und Lebensfreude und dem Ziel, individuelle Stärken und Möglichkeiten von Menschen zu entdecken und zu fördern, leitet das Handeln. Die Weiterentwicklung der Arbeit ist geprägt von der Vision einer inklusiven Gesellschaft.

### Fritz-Felsenstein-Schule
Die Schule ist ein staatlich anerkanntes Förderzentrum mit dem Schwerpunkt körperliche und motorische Entwicklung. Die Schüler werden in kleinen Klassen gemäß ihrer individuellen Leistungsfähigkeit gefördert. Vorgesehen ist ein Schulabschluss wie an öffentlichen Schulen. Es werden Hilfsmittel zur Unterstützung des Lernens und der Selbständigkeit eingesetzt. Das Schulleben ist geprägt von Vielfalt und Lebensfreude: Projektarbeit, Lernen vor Ort, musische Förderung, kulturelle Veranstaltungen etc. Weitere Angebote der Fritz-Felsenstein-Schule sind:
- Schulvorbereitende Einrichtung: Drei- bis Sechsjährige werden hier gezielt gefördert, um einen erfolgreichen Schuleintritt zu ermöglichen. Die Kinder lernen das Miteinander außerhalb der Familie, sie erwerben wichtige soziale Kompetenzen, erlernen lebenspraktische Fähigkeiten und erhalten viel Spielraum für ihren kindlichen Spiel- und Entdeckungstrieb.
- Mobiler Sonderpädagogischer Dienst (MSD): Ausgebildete Sonderschullehrkräfte unterstützen und betreuen Kinder und Jugendliche mit einer Körperbehinderung oder einer längerfristigen Erkrankung, die eine allgemein bildende Schule (Grundschule, Hauptschule, Realschule, Gymnasium), eine Förderschule oder eine berufliche Schule besuchen. Sie ergänzen fachspezifisch Erziehung, Unterricht und Förderung, beraten und tragen mit dazu bei, dass schulische Integration gelingen kann.

### Heilpädagogische Tagesstätte
Nach Schulschluss werden die Schüler hier bis ca. 16:00 Uhr betreut. Die individuelle Förderung erfolgt in kleinen Gruppen. Angeboten werden Hausaufgabenbetreuung, Unterstützung beim Erlernen der lebenspraktischen Selbständigkeit, Förderung der Persönlichkeitsentwicklung, sowie Neigungsgruppen und Freizeitmaßnahmen.

### Heilpädagogisches Schülerwohnheim
Bis zu 20 Kinder- und Jugendliche können während der Schulzeit sowie teilweise an Wochenenden und Schulferien untergebracht werden. Die Erziehung erfolgt nach einem individuellen Konzept in Zusammenarbeit mit den Eltern. Die Mitarbeiter leiten die Entwicklung sozialer Kompetenzen, die Versorgung und Pflege erfolgen nach persönlichen Bedürfnissen.

### Therapiebereich
Die Therapiemethoden umfassen Physiotherapie, Ergotherapie, Logopädie sowie Musiktherapie. In Einzel- und Gruppentherapie wird die Motorik, Wahrnehmung und Kommunikation der Betreuten gefördert. Jeder einzelne wird in Kooperation mit dem hauseigenen Facharzt für Orthopädie individuell beraten und mit Hilfsmitteln versorgt. Die Therapeuten arbeiten eng mit den Eltern zusammen, unterstützen zudem die Hilfsmittelanpassung und das erforderliche Training.

### Wohngruppen für Erwachsene
Betreutes Wohnen für mehrfachbehinderte Erwachsene, die im täglichen Leben auf Assistenz und Pflege angewiesen sind und in der Regel eine Werkstätte oder Förderstätte besuchen. Die Wohngruppen ermöglichen Hilfestellungen und Begleitung im Alltag sowie die Organisation von Freizeitaktivitäten und Außenkontakten.

### Förderstätte
Die Einrichtung ist ein Tagesangebot für erwachsene Menschen mit schweren Körper- und Mehrfachbehinderungen. Das Handeln beruht auf Basis eines modernen Konzepts zur individuellen Förderung und Betreuung, das einen strukturierten Tagesablauf erlaubt, die Leistungen behinderter Menschen anerkennt und würdigt, die Entwicklung eines positiven Gefühls gegenüber der eigenen Leistungsfähigkeit ermöglicht und damit das Selbstwertgefühl stärkt. Das Angebot umfasst auch die aktivierende umfassende Pflege und therapeutische Förderung.

### Beratungsteam
Unter dem Namen Beratungsteam sind verschiedene Beratungsangebote unter einem Dach zusammengefasst. Von der Bündelung sollen Menschen mit einer Körper- oder Mehrfachbehinderung künftig noch besser bei der Verwirklichung ihrer Vorstellungen vom Leben unterstützt werden. Einige der Angebote können nun auch von Menschen außerhalb der Einrichtung genutzt werden. Die Angebote sind:
- Psychosoziale Beratung: Individuelle Unterstützung und Begleitung von Betroffenen und Angehörigen bei persönlichen und familiären Problemen sowie sozialrechtlichen Fragestellungen. Vernetzung mit regionalen und überregionalen Hilfsangeboten.
- Offene Angebote: Aufgabe ist die Organisation und Durchführung von Freizeit-, Begegnungs- und Bildungsangeboten unter besonderer Berücksichtigung an den Bedürfnissen von Menschen mit Muskelerkrankungen und Menschen mit schweren Körperbehinderungen. Bei Bedarf wird entsprechende Assistenz angeboten.
- Psycho- und Familientherapie: Die Psychotherapie unterstützt interne Nutzer sowie deren Eltern und Erziehungsberechtigte bei psychotherapeutischen Fragestellungen und Problemen sowie bei der Verarbeitung von Behinderung, progressiven, organischen und psychischen Erkrankungen sowie bei der Auseinandersetzung mit der Lebensperspektive.
- Beratungsstelle für Kommunikation und Assistenztechnologien Interaktiv in Zusammenarbeit der Beratungsstelle für Elektronische Hilfen und Computer für Körperbehinderte der Fritz-Felsenstein-Schule: Beratung von Menschen mit fehlender oder schwer verständlicher Lautsprache zu allen Arten von Kommunikationshilfen sowie für Menschen mit einer Körper- oder Mehrfachbehinderung über die Möglichkeiten im Bereich der Assistenztechnologien.
- Beratung und Begleitung zum Thema Übergang Schule-Beruf für Schüler der Fritz-Felsenstein-Schule.
- Individuelle Schulbegleitung externer Schüler: Durchführung von Hilfestellungen an Schüler mit Körperbehinderungen, damit der Besuch einer allgemeinen Schule gewährleistet werden kann.
- Referat für Fortbildung: Die Arbeit umfasst das Anbieten von Fortbildungen zur nachhaltigen Sicherung der Qualität der Arbeit im Fritz-Felsenstein-Haus.
- Referat für regionale Vernetzung: Die Aufgabe ist, die Öffentlichkeit umfassend über das vielfältige Angebot des Fritz-Felsenstein-Hauses zu informieren.